# Pá Mỳ
Pá Mỳ là một xã thuộc huyện Mường Nhé, tỉnh Điện Biên, Việt Nam.

## Địa lý
Xã Pá Mỳ có vị trí địa lý:
- Phía đông giáp huyện Nậm Pồ
- Phía tây giáp xã Nậm Kè
- Phía nam giáp xã Quảng Lâm
- Phía bắc giáp xã Huổi Lếch.

Xã Pá Mỳ có diện tích 71,68 km², dân số năm 2022 là 3.098 người, mật độ dân số đạt 43 người/km².

## Hành chính
Xã Pá Mỳ được chia thành 10 bản.

## Lịch sử
Ngày 16 tháng 4 năm 2009, Chính phủ ban hành Nghị định số 17/NĐ-CP về việc thành lập xã Pá Mỳ trên cơ sở điều chỉnh 6.941,07 ha diện tích tự nhiên và 2.225 nhân khẩu của xã Nậm Kè.